# Phyllanthus forrestii
Phyllanthus forrestii är en emblikaväxtart som beskrevs av William Wright Smith. Phyllanthus forrestii ingår i släktet Phyllanthus och familjen emblikaväxter. Inga underarter finns listade i Catalogue of Life.